# 特雷文佐洛
特雷文佐洛（義大利語：Trevenzuolo），是意大利威尼托大区维罗纳省的一个市镇。总面积26.98平方公里，人口2736人，人口密度101.4人/平方公里（2009年）。国家统计（ISTAT）代码为023088。